# それいけ!アンパンマン ばいきんまんの逆襲
『それいけ!アンパンマン ばいきんまんの逆襲』（それいけアンパンマン ばいきんまんのぎゃくしゅう）は、1990年7月14日公開の、映画『それいけ!アンパンマン』シリーズ通算第2作。同時上映作品は『おむすびまん』。
全日本私立幼稚園連合会、社会福祉法人日本保育協会推薦作品。キャッチコピーは『危うし！ アンパンマン』

## 概要
アンパンマンの劇場版作品第2作。『メコイスの壺』を巡る物語で、冒険活劇の要素が多く盛り込まれている。公開時に流布されたチラシでは『前作よりもパワーアップした大冒険活劇』と銘打たれた。
美術背景も力が入っており、大画面での鑑賞に耐えうる様、テレビシリーズ及び他劇場作品よりも、復活したヤーダ国など建造物や街並みが細かく美しく描写されている。
また、他作品に比べてサブキャラクターが多数出演し、メコイスの大魔王と戦うアンパンマン達3人を応援するシーンがある。
第1作『キラキラ星の涙』と同様、ED『勇気りんりん』はフルコーラスであり、尺もおよそ約70分とアンパンマン映画本編の中では長い方である。
興行収入は約6億6400万円と、2024年の『ばいきんまんとえほんのルルン』が更新するまで本シリーズ歴代の劇場版作品では最も高く、後年ゲスト声優を務めた芸能人も思い入れのある作品として挙げるなど、作品自体の評価、認知度、興行成績に反して本作が荒廃した祖国の再建というテーマ性よりもアンパンマンとばいきんまんのバトルに比重を置いた事について原作者のやなせは公開後から苦言を呈しており、次作からはテーマ性を強める為、映画製作に深く関与するようになった。

## あらすじ
今日もアンパンマンにやられてしまったばいきんまん。ばいきん仙人から不思議な力を秘めたメコイスの壺の話を聞かされ、その壺を探しにドキンちゃんと共に出掛ける。その頃、ばいきんまんと同じく壺を探していた女の子・ヤーダ姫と相棒のレッサーは、ついにメコイスの塔で壺を見つける。しかしそこに新兵器・だだんだん3号を操縦したばいきんまんが現れて壺を奪われてしまった。アンパンマンに助けられたヤーダ姫は、パン工場で身体を休めた後、再び壺を取り戻す為にアンパンマンやジャムおじさん達と共にばいきんまん達を探しに向かう。ところが、ばいきん仙人からもらった変身玉で色々な怪獣に変身したばいきんまんがアンパンマンに襲いかかる。アンパンマンとヤーダ姫はしょくぱんまん、カレーパンマン、ジャムおじさん達の助けによりばいきんまんから壺を無事に取り戻し、ヤーダ姫の祖国・ヤーダ国へ向かう。国へ到着した後ヤーダ姫が壺の封印を解いたその時、もぐりんに乗って再び現れたばいきんまんが壺の魔法で巨大なばいきん大魔王に変身して大暴れ。果たしてアンパンマン達は大魔王を元のばいきんまんに戻し、壺を取り戻してヤーダ姫の祖国を蘇らせられるのか…？

## 登場キャラクター（キャスト）
詳細はアンパンマンの登場人物一覧を参照。

### レギュラーキャラクター
アンパンマン
声 - 戸田恵子
周囲のことを配慮しながら、ばいきんまんとの戦いに積極的であった（逃げるだけの描写もある）。
ばいきんまん
声 - 中尾隆聖
アンパンマンをやっつけることに夢中で、ドキンちゃんやばいきん仙人の助言や忠告をきちんと聞かなかったところがあった。終盤ではメコイスの壺の力で一度は強力なパワーを得たものの弱点を見抜かれ敗北。挙句の果てにドキンちゃんにまで「いつになったらアンパンマンに勝つ日が来るのかしら」とまで言われる始末だった。
ジャムおじさん
声 - 増岡弘
メコイスの壺のことを知っていたが、「ヤーダ国」や壺の魔力を再び戻す方法に関しては知らなかった様子。
バタコさん
声 - 佐久間レイ
めいけんチーズ
声 - 山寺宏一
しょくぱんまん
声 - 島本須美
カレーパンマン
声 - 柳沢三千代
ドキンちゃん
声 - 鶴ひろみ
ところどころ、ばいきんまんに助言したりヤーダ姫等を妨害して登場する。序盤のメコイスの壺争奪戦、ばいきん大魔王戦、メコイスの大魔王戦には登場しなかった。前作に続いて、しょくぱんまんをアンパンマンやカレーパンマンと同等に扱った。
ばいきん仙人（ばいきんせんにん）
声 - 矢田稔
メコイスの壺の存在、所在地を知っていて、壺の力で「バイキン帝国を築き、その帝王になる」ことを望んでいた。
どんぶりまんトリオ
バイキングモ戦やばいきん大魔王戦に参加したが、いずれも太刀打ちできず、特に後者はあまりの迫力さに恐れをなして逃げ出した。
てんどんまん
声 - 坂本千夏
古い城でカツドンマン、かまめしどんと肝試しをする予定だった。
カツドンマン
声 - 三ツ矢雄二
前作と異なり、中身が空にならなかった。自身を頭脳明晰だと思っていて、「メコイスの壺」を“UFOの落し物”、“人工衛星の部品”、“時間の壁を突き破って飛んできた古代のメッセージ”と考察した。
かまめしどん
声 - 山寺宏一
ハンバーガーキッド
声 - 三ツ矢雄二
中盤から登場し、アンパンマンに協力的であった。メコイスの壺を縄で手に入れるもばいきんまんに横取りをされ失敗、ばいきん大魔王戦でもあかちゃんまんにフォローされたりとあまり活躍していない。
ピクルス
ひのたまこぞう
声 - 田中真弓
前作につづき、ジャムおじさんの知らせを聞いて参戦する。バイキングモが発射した糸を焼き切ったり、ばいきん大魔王を火傷させたりした。
鉄火のマキちゃん（てっかのマキちゃん）
声 - 榊原良子
ばいきん大魔王戦に参加。
あかちゃんまん
声 - 天野由梨
ばいきん大魔王に苦戦するハンバーガーキッドを助けた。ハンバーガーキッドは彼のことを知っているようだった（ハンバーガーキッドがあかちゃんまんの名前を口にしたため）。
みるくぼうや
声 - あきやまるな
ばいきん大魔王戦に参加。熱いミルクを出して火傷させた。
ドーナツマン
声 - 秋元羊介
ばいきん大魔王戦に参加。
らーめんてんし
声 - 中村ひろみ
前作に引き続き登場。熱いラーメンでばいきん大魔王に火傷を負わせた。

### ゲストキャラクター
ヤーダ姫（ヤーダひめ）
声 - 日髙のり子
性別 - 女
滅びてしまったヤーダ国の元気なお姫様。見た目は人間で「ヤーダ」が口癖。メコイスの壺の魔法でヤーダ国を蘇えらせるのが夢。
第13作目『ゴミラの星』にも同じ名前の人物が存在するが別人。
レッサー
声 - 中村ひろみ
性別 - 不明
ヤーダ姫の頼りになる相棒のレッサーパンダ。頭が良くて、ヤーダ国の事は何でも知っている。ばいきん大魔王を元に戻す方法も知っていた。
星の鳥（ほしのとり）
性別 - 不明
顔が星の形をした鳥。『ヤーダ姫の冒険』が流れるパートで登場。

### ばいきんまんの変身姿
バイキングモ
ばいきん仙人からもらった変身玉（赤）で足が6本の大蜘蛛に変身したばいきんまん。糸を吐いて敵の動きを止めるが、3回しか使用できない。この頃のばいきんまんは蜘蛛が嫌いだったらしく、変身した時は自分の姿を見て気持ち悪がっていた（これ以降は克服したのか、蜘蛛型のスパイメカやロボットを作るようになる）。糸でアンパンマンやどんぶりまんトリオたちを雁字搦めにするが、上記の弱点を聞かなかったためすぐに使い果たし、しょくぱんまん、カレーパンマン、ひのたまこぞうの救援で逆転された。
バイキンドラゴン
ばいきん仙人からもらった変身玉（緑）で巨大なドラゴンに変身したばいきんまん。口から炎を吐き出すが、こちらも3回しか使用できない。炎以外にも翼を羽ばたかせての強風や、尻尾を使って戦う。アンパンマンとの一騎討ちで優位に立つも、アンパンマン号とアンパンマンの連携プレーの前に敗れた。
ばいきん大魔王（ばいきんだいまおう）
メコイスの壺の魔法で強くて巨大な大魔王に変身したばいきんまん。蝙蝠のような翼と耳が生え、大魔王の服を着ている。アンパンチも効かず、吐息だけでアンパンマンを吹き飛ばし、パンチで叩きのめして追い詰める。救援に駆けつけたしょくぱんまん、カレーパンマン、ハンバーガーキッド、あかちゃんまん達の攻撃で一度は形勢が逆転するが、怒りのパワーでそれらを弾き飛ばし、そのまま本物のメコイスの大魔王へと変貌を遂げた。書籍によっては、後にテレビ本編に登場するバイキン大魔王と区別するために「ばいきん魔王」と表記されていることもある。
メコイスの大魔王（メコイスのだいまおう）
ばいきん大魔王がさらに変身し、とうとう本物の大魔王になった姿。見た目は獣人ミノタウロスに似ている。獣人またはさながら古典的な山羊の悪魔。大魔王の意識に取り込まれたのか（変身する際に苦しみながら『助けて!!』と叫んでいる）、ばいきんまんの意思や面影を残しておらず、怪物のように咆哮を上げながら暴れまわる。圧倒的な力でアンパンマンたちを追い詰めるが、最後はメコイスの壺の力を抜かれ元に戻った。メコイスの大魔王が正式名称だが、前述の変身前と同様「ばいきん大魔王（ばいきん魔王）」と呼ばれた。
また、TV第552話B『プリンちゃんとまほうのお城』で、ばいきんまんの変装として登場したことがある。

### その他の登場キャラクター
りんごちゃん
OPのお祭りとアンパンマン達を応援するシーンに登場。
マドモアゼル・クレープ
ムッシュ・フランスパン
ピーター
たこやきまん
声 - 秋元羊介
まくらこぞう
声 - 田中真弓
ウサ子（ウサこ）
声 - 中村ひろみ
以上のキャラ一同はOPのお祭りで登場。
かびるんるん
だだんだん3号の開発のみ登場。
ケンダマン
忍者のニャンジャ（にんじゃのニャンジャ）
声 - 田中真弓
妖精バック（ようせいバック）
はなびまん
バケルくん
マジカちゃん
やかんまん
ドン・キ・ホタテ
トンガラシ
どんぐりぼうや
おそうじまん
ソフトクリームマン
はみがきまん
ペッパーけいぶ
タイコマン
ポットちゃん
サンドイッチマン
とんかちどり
ナマズマン
どじょうおじさん
以上のキャラ一同はメコイスの大魔王と戦うアンパンマン、しょくぱんまん、カレーパンマンの3人を応援しに登場。お互いに初対面であるのもいるが、その後、テレビアニメでは知り合いのような節で描かれている（例外も多数ある）。

## 用語
ヤーダ国（ヤーダこく）
ヤーダ姫とレッサーが住んでいる水晶の都の国。住民はみんな怠け者なせいで、遠い昔に荒れ果ててしまったが、メコイスの壺の魔法で綺麗に蘇った。
メコイスの塔（メコイスのとう）
メコイスの壺が隠されている塔。西の砂漠に沈んでおり、ヤーダ姫の「メコイス」という言葉に反応して地中から姿を現した。

### 乗り物と道具
アンパンマン号（アンパンマンごう）
ドキンUFO（ドキンユーフォー）
ヤーダ機（ヤーダき）
ヤーダ姫が乗っている空飛ぶスクーター。すごい早さで飛べる。最後はヤーダ国の遺跡の地割れによって破壊された。
メコイスの壺（メコイスのつぼ）
不思議な力が封じ込められている魔法の壺。世界を美しく作り変えたり、最強の大魔王に変身させたりする事が出来る。善悪両方に使える設定が、前作の『キラキラの涙』という宝石と似ている。
変身玉（へんしんだま）
ばいきん仙人が、メコイスの壺を手に入れようとするばいきんまんに渡した玉で、怪物に変身できる赤と緑の二つがある。変身した姿で使える能力は三回までしか使えない。

#### バイキンメカ
バイキンUFO（バイキンユーフォー）
だだんだん
2号（2ごう）
1号に両手を付けて改良をしたロボット。アンテナも4本ある。OPに登場。お祭りに乱入して暴れるが、アンパンマンに空の彼方へ投げ飛ばされた。
3号（3ごう）
2号とほぼ同じタイプのロボット。口から光線を発射する。バイキンUFOからの変形、バイキンUFOへの変形も可能。序盤に登場し、メコイスの壺を奪うことに成功するが、壺を開けようとした際に腕が破損。以後はずっとバイキンUFOに変形していた為アンパンマンとも戦わなかった。
もぐりん
ヤーダ国の遺跡へ向かう際に登場。メコイスの壺の蓋が開いた時に地面から現れる。
ばいきん大魔王に変身しかけたばいきんまんに落とされる等、粗末な扱いをされる。
その後アンパンマンとも戦わずに出番終了。

## スタッフ
- 製作総指揮 - 藤岡豊
- 企画 - 武井英彦
- 原作 - やなせたかし「ばいきんまんの逆襲」（フレーベル館刊）
- 脚本 - 武上純希
- 音楽 - いずみたく
- 主題歌 - 三木たかし
- キャラクターデザイン - 山田みちしろ
- 作画監督 - 前田実
- 美術 - 横山幸博
- 音響監督 - 山田悦司
- 編集 - 鶴渕和子
- プロデューサー - 柳内一彦
- 絵コンテ - 奥脇雅晴、川越淳、矢野博之
- 助監督 - 矢野博之
- 監督 - 永丘昭典
- 制作協力 - スタジオ ジュニオ
- 製作 - 日本テレビ、松竹富士、東京ムービー新社、フレーベル館、バップ

## 楽曲
オープニング『アンパンマンのマーチ』
エンディング『勇気りんりん』
作詞：やなせたかし、作曲：三木たかし、歌：ドリーミング
挿入歌
作詞：やなせたかし、作曲：いずみたく、編曲：近藤浩章
『いくぞ!ばいきんまん』
歌：中尾隆聖
本作では1番と3番のみ使用。
『ヤーダ姫の冒険』
『森は枯れても』
歌：ドリーミング

## おむすびまん
『それいけ!アンパンマン ばいきんまんの逆襲』の同時上映作品。『ひとくち村のこむすびまん』（ひとくちむらのこむすびまん）と『おばけ寺のたぬきおに』（おばけでらのたぬきおに）の2本立て。

### 概要
『それいけ!アンパンマン』初の劇場短編ながら、タイトル通りおむすびまんを主人公にしたスピンオフ作品であり、アンパンマンとばいきんまんが登場しない唯一の作品となる。

### あらすじ
ひとくち村のこむすびまん
「ひとくち村」に住む少年・こむすびまんは、たぬきおにとバットットの襲撃に遭ったおむすびまんを救出する。彼の案内でひとくち村を訪れたおむすびまんは、村人達がたぬきおにの悪戯に苦しめられている事を知る。そこへ怪物の姿に化けたたぬきおにが現れ、村人達に襲いかかる。
おばけ寺のたぬきおに
旅を続けるおむすびまんとこむすびまん。道中、「ラーメン山満腹寺」と言う美味しいラーメンが食べられる寺がある噂を耳にし、立ち寄る事に。ところがそれはたぬきおに達の仕掛けた罠だった。

### 登場キャラクター（キャスト）

#### レギュラーキャラクター
おむすびまん
声 - 京田尚子、柳志乃（歌）
性別 - 男
このお話の主人公。
こむすびまん
声 - 林原めぐみ
性別 - 男
この映画で初登場（翌年2月にTVシリーズ初登場）。ひとくち村で暮らしていたが、おむすびまんの戦いぶりに憧れを抱き、旅のお供になる事を決意する。
たぬきおに
声 - 山寺宏一
性別 - 男
本名は「たんたんたぬきのたぬきおに」。タヌキと鬼を合わせたような食いしん坊の妖怪で、このお話の敵役。あの手この手でおむすびまんを食べようと画策する。頭に葉を乗せると何にでも変身出来る。おむすびは、おかかか鮭が好き。梅干が嫌い（想像するだけで口が酸っぱくなるほど）。「たんたんたぬき…」と聞くと無意識に踊りだしてしまう。
ひとのみぺろりん
『ひとくち村のこむすびまん』でたぬきおにが変身した巨大な怪物の姿。長い舌を操りひとくち村の人々を食べようとするがおむすびまん達の活躍により退けられた。
仏像
『おばけ寺のたぬきおに』で変身した六本腕の巨大な仏像の姿。豪快な剣さばきでおむすびまんを追い詰めるが、苦手な梅干しの種を口に入れられたショックで敗北に終わった。
バットット
声 - 千葉繁
性別 - 男
たぬきおにの家来の赤紫色のコウモリ。たぬきおにを「親分」か「ボス」と呼んでいるが、たぬきおに本人は「ボス」と呼ばせようとしている。「～やんす」が口癖で、たぬきおにに対しても、タメ口。

#### 『ひとくち村のこむすびまん』の登場キャラクター
おダンゴちゃん
声 - 鈴木富子
性別 - 女
ひとくち村に住む女の子で、こむすびまんの友達。TV版のおダンゴちゃんとは、顔が違い、赤の他人。
長老（ちょうろう）
声 - 茶風林
性別 - 男
いちご
声 - 山田妙子
性別 - 不明

#### 『おばけ寺のたぬきおに』の登場キャラクター
あんまんぼう
声 - 沢木郁也
性別 - 男
たぬきおにの家来。寺を訪れたこむすびまんの前に現れた、小僧の姿をしたお化け。語尾に「～アル」を付けて話す。おむすびまん達を捕まえようとする。長く伸びる舌が武器。たぬきおにと同様食いしん坊だが、塩辛い味が苦手。こむすびまんに塩をかけられると変身が解け、ナメクジの姿に戻ってしまった。
ぶた地蔵（ぶたじぞう）
声 - 中村秀利
性別 - 男
たぬきおにの家来。満腹寺へ続く階段の麓で地蔵になりすましていた。あんまんぼうと共におむすびまん達を捕まえようとするが返り討ちに遭い変身が解けてしまう（正体はただのブタ）。
シュウマイ姉妹（シュウマイしまい）
エビシュウマイ
声 - 高田由美
性別 - 女
カニシュウマイ
声 - TARAKO
性別 - 女
「満腹寺ラーメン」の店をたぬきおに達に乗っ取られ、彼の為にラーメンを作らされていた。

### 用語
おそろし山（おそろしやま）
ひとくち村（ひとくちむら）
ラーメン山満腹寺（ラーメンざんまんぷくじ）

### スタッフ
- 製作総指揮 - 藤岡豊
- 企画 - 武井英彦
- 原作 - やなせたかし（フレーベル館刊）
- 脚本 - 翁妙子
- 音楽 - いずみたく、近藤浩章
- キャラクターデザイン・作画監督 - 前田実
- 美術 - 松平稔
- 撮影 - 長谷川肇
- 編集 - 鶴淵和子
- 音響監督 - 山田悦司
- プロデューサー - 柳内一彦
- 監督 - 大賀俊二
- 助監督 - 真野玲
- 制作協力 - スタジオジュニオ
- 製作 - 日本テレビ、松竹富士、東京ムービー新社、フレーベル館、バップ

### 楽曲
オープニング『ルンルンおむすび仁義』
作詞：やなせたかし、作曲：いずみたく、編曲：近藤浩章、歌：柳志乃
エンディング『こむすびまん元気旅』
作詞：やなせたかし、作曲：いずみたく、編曲：近藤浩章、歌：林原めぐみ